# Pedaliodes phaeina
Pedaliodes phaeina är en fjärilsart som beskrevs av Otto Staudinger 1897. Pedaliodes phaeina ingår i släktet Pedaliodes och familjen praktfjärilar. Inga underarter finns listade i Catalogue of Life.